# Miedwieże (gmina)
Miedwieże (początkowo Medwieże) – (od 1931 Nowy Czartorysk) – dawna gmina wiejska funkcjonująca na początku istnienia II RP w woj. wołyńskim (obecnie na Ukrainie). Siedzibą władz gminy było M(i)edwieże;  31 lipca 1930 r. siedziba została przeniesiona do osiedla Czartorysk stacja.
W okresie międzywojennym gmina Medwieże należała do powiatu łuckiego w woj. wołyńskim. Według stanu z dnia 21 września 1921 roku gmina składała się z 25 gromad i liczyła 6.632 mieszkańców.
31 lipca 1931 r. nazwę gminy Miedwieże zmieniono na gmina Nowy Czartorysk